# Deportaciones prusianas
Las deportaciones prusianas, también conocidas como las expulsiones prusianas de polacos (polaco: rugi pruskie, alemán: Polenausweisungen), fueron las expulsiones masivas de polacos étnicos —y en menor medida, de judíos polacos— de la Prusia controlada por los alemanes entre 1885 y 1890. Más de 30.000 polacos con ciudadanía austriaca o rusa fueron deportados de la parte prusiana de la Polonia dividida a las respectivas particiones austriaca y rusa de la ya desaparecida Commonwealth. Las deportaciones se llevaron a cabo de manera inhumana y se basaron en principios de discriminación étnica.
La expulsión de todo el condado fue condenada por el público polaco así como por el parlamento federal alemán. La expulsión también contribuyó al empeoramiento de las relaciones germano-rusas. Como consecuencia, los polacos sin ciudadanía alemana pudieron volver a trabajar y residir en el Imperio Alemán en todas las estaciones menos en el invierno. Se considera un ejemplo temprano de limpieza étnica.

## Orden de expulsión de 1885 y su aplicación
La agricultura en las provincias orientales de Prusia se basaba en gran medida en casonas de grandes superficies —a menudo requisadas a sus antiguos propietarios polacos— y dirigidas por nobles alemanes, que empleaban a miles de polacos migrantes de la parte rusa y austríaca de la Polonia dividida. Además, la creciente región industrial de la Alta Silesia atraía a trabajadores de zonas económicamente más pobres. Al mismo tiempo, parte de la población local alemana y polaca emigró en busca de trabajo a zonas occidentales más industrializadas de Alemania (Ostflucht). Aunque nunca se observó ninguna actividad política antialemana entre los migrantes polacos, el aumento resultante de la población polaca alarmó a los círculos nacionalistas alemanes, incluido el canciller alemán Otto von Bismarck.
El 26 de marzo de 1885, el Ministerio del Interior de Prusia ordenó a sus autoridades provinciales que expulsaran al extranjero a todos los polacos y judíos  que tuvieran la ciudadanía rusa. En julio de 1885, la orden de expulsión se amplió para incluir también a los ciudadanos austríacos polacos. Además, las autoridades estaban obligadas a vigilar que en el futuro no se establecieran en esos territorios «extranjeros indeseables».
La orden se ejecutó a todos los ciudadanos no prusianos, independientemente de su residencia de larga duración o de su servicio anterior en el ejército prusiano, y a pesar de su estado de salud, edad o sexo. Los expulsados fueron «conducidos en masa hacia la frontera oriental a golpes de culata de fusil de gendarmes». En los meses iniciales se expulsaron cerca de 26 000 personas de las provincias orientales de Prusia, principalmente trabajadores y artesanos empleados en ellas. Las deportaciones continuaron en los años siguientes. Hasta 1890 el número de expulsados superó los 30.000,name="dziedzictwo.polska.pl">Uso incorrecto de la plantilla enlace roto (enlace roto disponible en Internet Archive; véase el historial, la primera versión y la última).</ref> y la frontera de Prusia se cerró a todos los migrantes de etnia polaca.

## Efectos en la opinión pública

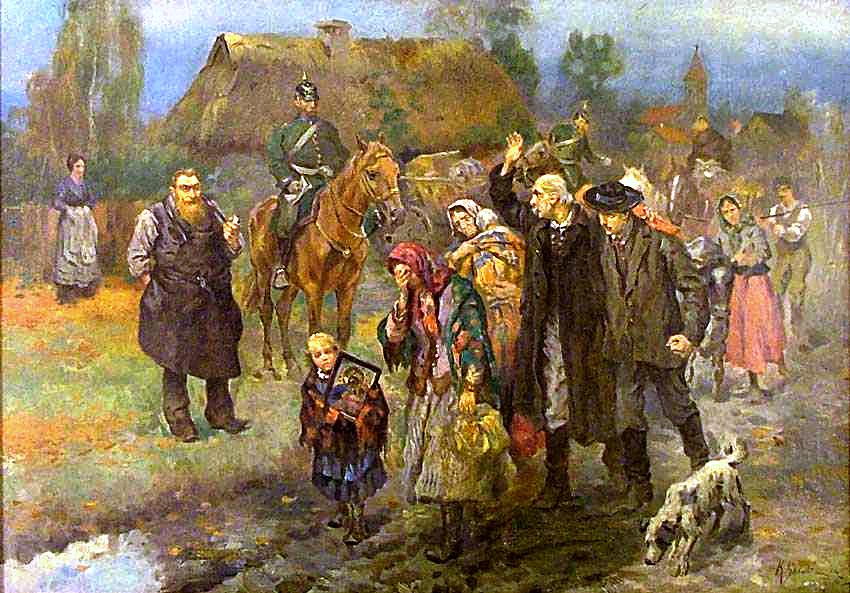
Deportaciones prusianas mostradas en la pintura de Konstanty Górski (1868-1934).

Las expulsiones provocaron un clamor en la opinión pública de Polonia, Alemania y Europa. Alfred von Waldersee, que en principio estaba de acuerdo con la necesidad de las expulsiones, admitió su «increíble dureza» (en alemán: unglaubliche Härte) en casos individuales. Schweinitz, entonces embajador alemán en Rusia, dijo, tras reflexionar: «Cuando algún día el gran canciller dimita, entonces mucha gente se sentirá avergonzada y se reprocharán mutuamente la mezquindad de su arrastramiento ante su poderosa voluntad. Me conmueve mucho el orden cruel e imprudente de las expulsiones».
El asunto se presentó ante el parlamento del Imperio Alemán, remitido por los diputados de etnia polaca, y apoyado por el Partido del Centro, el Partido Socialdemócrata y los progresistas alemanes. El líder del Partido Socialdemócrata, Wilhelm Liebknecht, pidió al canciller que retirara las medidas que pudieran causar complicaciones internacionales y que redujera las medidas represivas contra los alemanes que vivían en el extranjero . Ansfeld, un progresista, puso en una resolución que la expulsión no estaba justificada por el interés nacional, era contraria a las razones humanitarias y suponía una amenaza para el bienestar de los ciudadanos del imperio. Ludwig Windthorst, del Partido de Centro, presentó una moción suplementaria en el mismo sentido. El 16 de enero de 1886, el parlamento del Imperio Alemán condenó la expulsión con una gran mayoría de votos, sin embargo, la resolución parlamentaria fue ignorada por el gobierno prusiano.
Los diputados polacos y el Partido de Centro plantearon una pregunta similar en el parlamento de Prusia, pero la mayoría de las votos necesarios para condenar las expulsiones no se obtuvo allí, porque las fuerzas políticas de orientación antipolaca estaban representadas con mucha más fuerza en el parlamento prusiano que en el del Imperio Alemán.

## Influencia en las relaciones alemanas con Rusia
Las buenas relaciones entre Alemania y Rusia empeoraron en la década de 1880 debido a las crecientes tendencias nacionalistas en la política rusa. Las minorías alemanas en el Imperio Ruso, incluidos los alemanes del Báltico y los nacidos en Rusia, así como los inmigrantes alemanes recientes, se enfrentaron a sentimientos negativos tanto en el gobierno como en el público que apoyaba las ideas del paneslavismo. Teniendo esto en cuenta, el embajador alemán en Rusia, Schweinitz, aconsejó a Bismarck que se abstuviera de realizar más expulsiones, anticipando que solamente provocarían a los partidarios del paneslavismo y desencadenarían represiones contra todos los colonos alemanes en Rusia.
Las deportaciones fueron recibidas con desaprobación dentro de los círculos gubernamentales de Rusia. Dmitri Tolstoi, conservador, y ministro del interior que intentó conseguir una recepción plausible para esos acontecimientos en Rusia, reconoció el sentimiento antipolaco de Otto von Bismarck y dio extraoficialmente al embajador Schweinitz su consejo de que Bismarck había cometido un grave error, ya que tales medidas extremas eran innecesarias. También Nikolay Giers, ministro de asuntos exteriores de Rusia, declaró que Bismarck —por su propia conducta— había agravado los sentimientos, ya hostiles, que existían hacia los colonos alemanes en Rusia, había dado un mal ejemplo a seguir, y había esparcido las semillas de nuevos antagonismos étnicos en el futuro. El propio Bismarck expresó al embajador Schweinitz su decepción, afirmando que «los rusos mostraron menos satisfacción de la que yo esperaba a causa de nuestras expulsiones». Poco después, el gobierno ruso impuso restricciones legales a la adquisición y arrendamiento de tierras por parte de los alemanes en Rusia, limitando así el movimiento de colonización alemana en la partición de Polonia controlada por los rusos.
Contrariamente a las intenciones originales de Bismarck, la deportación contribuyó al empeoramiento de las relaciones germano-rusas y a la erosión de su cooperación a largo plazo, lo que dio lugar a un cambio en la política exterior de Rusia que finalmente condujo a la creación de la Alianza franco-rusa que pronto se transformó en la Triple Entente, que luchó contra el Imperio Alemán durante la Primera Guerra Mundial en 1914-1918.

## Suavización de la política de expulsión desde 1890
La necesidad de mano de obra barata de los terratenientes y la industria alemana acabó prevaleciendo, por lo que la política del gobierno prusiano tuvo que ser suavizada. En 1890 se emitió una nueva orden para permitir el empleo de extranjeros de origen étnico polaco, excepto en el período comprendido entre el 20 de diciembre y el 1 de febrero de cada año. La medida tenía por objeto obligar a los trabajadores a regresar periódicamente al extranjero, preservando así su condición de trabajadores de temporada e impidiendo la continuidad de su estancia en Prusia. Este sistema de expulsiones invernales anuales se adaptaba a las necesidades de los propietarios, pero era perjudicial para la industria de Alta Silesia, que solía desobedecer la orden con frecuencia con la tolerancia silenciosa de las autoridades prusianas, o con su suspensión temporal. No obstante, únicamente se aceptaba a las personas solteras y a menudo se las mantenía separadas de la población polaca nativa local.

## Migración polaca a Prusia antes de la Primera Guerra Mundial
Desde 1905 una agencia semi gubernamental llamada Head Office of Farm Workers ("Oficina Central de Trabajadores Agrícolas") se encargó de la contratación de trabajadores de fuera de Alemania. Los contratos de trabajo estacionales en detrimento de los trabajadores polacos permitieron la oportunidad de muchas prácticas corruptas. Los trabajadores inmigrantes estaban mal pagados, explotados y, en la práctica, totalmente desprotegidos. No obstante, la afluencia de candidatos siempre era grande y, en vísperas de la Primera Guerra Mundial, el número de trabajadores inmigrantes superaba las 500.000 personas, el 80% de las cuales procedían de la parte de Polonia controlada por los rusos. Aproximadamente 200.000 polacos trabajaban en las provincias orientales de Prusia entre bajos niveles de vida y una explotación intensiva. Un trabajador varón podía ahorrar entre 100 y 150 marcos por año, mientras que una trabajadora podía ahorrar entre 50 y 100 marcos por año, en el mejor de los casos.
Hasta hoy, las rugi pruskie o las deportaciones masivas prusianas, sirven como símbolo nacional polaco de la grave injusticia experimentada por los polacos a manos de las fuerzas anti polacas de Prusia, el Imperio Alemán, y Otto von Bismarck personalmente, durante el tiempo en que Polonia permaneció ocupada.